# Alejandro Sánchez Pérez
Alejandro Sánchez Pérez (Madrid, 1961) es un naturalista, ornitólogo y político ecologista español, doctor en Biología por la Universidad Complutense de Madrid. Es miembro fundador del partido verde Equo, creado en 2011.

## Biografía
Nacido en el barrio del Batán de Madrid, pegado a la Casa de Campo, estudió en el Colegio Nuestra Señora de Lourdes, ingresando en la Facultad de Biología de la Universidad Complutense en 1979. Terminó la licenciatura en 1984 en la especialidad de Zoología y consiguió una beca de investigación del Ministerio de Educación y Ciencia para realizar la tesis doctoral bajo la dirección del profesor José Luis Tellería sobre "Las comunidades de aves de la Sierra de Gredos".

### Actividad en SEO/Birdlife
Vinculado estrechamente a SEO/BirdLife desde los estudios universitarios como anillador y socio de base, fue elegido en 1990 para el cargo de Secretario Adjunto en la Junta Directiva de SEO y tras su contratación en noviembre de 1991 se le nombró Director de Organización en febrero de 1992. Posteriormente pasa a a ser Director Ejecutivo hasta 2010, en que abandona el cargo. Durante su gestión en SEO/Birdlife aboga por una triple vía para conseguir los objetivos de la organización ecologista: influencia a nivel legislativo, denuncia y negociación con las administraciones. Fue sustituido por la también bióloga Asunción Ruiz Guijosa.
En virtud de estos cargos y en representación de la organización, fue además miembro del Consejo Asesor del Ministerio de Medio Ambiente desde su creación en 1994, del Consejo de la Red de Parques Nacionales desde 2002, del Patronato del parque nacional de Doñana desde 2003 y del Comité Europeo de BirdLife International en los periodos 1998-2001 y 2004-2006. En 2008 fue elegido en Buenos Aires miembro del Global Council de BirdLife International hasta su dimisión en diciembre de 2010.

### Equo
En septiembre de 2010, siendo todavía director de SEO/BirdLife, presentó junto a Cecilia Carballo y Juantxo López de Uralde el partido ecologista EQUO. En febrero de 2011 registró junto a ellos y otros activistas sociales y políticos la Fundación EQUO que serviría como motor para la constitución del partido EQUO el 4 de junio de 2011. Desde entonces ejerció como director de proyectos de la Fundación EQUO hasta abril de 2015.
En octubre de 2011 fue elegido miembro de la Comisión Gestora de Equo durante la Asamblea Constituyente de este partido.
En las primarias para las elecciones generales de noviembre de 2011 fue el hombre más votado en la provincia de Madrid por lo que fue candidato número 3 al Congreso de los Diputados, tras Juantxo López de Uralde (que ganó las primarias para ser candidato a la presidencia del Gobierno) e Inés Sabanés (que fue la mujer más votada).
En el primer congreso del partido celebrado en julio de 2012 fue elegido miembro de la primera Comisión Ejecutiva Federal, con Juantxo López de Uralde y Reyes Montiel como coportavoces, y reelegido en la II Asamblea Federal de noviembre de 2014.
En marzo de 2015 fue elegido por EQUO Madrid para formar parte de la candidatura de Podemos para las elecciones autonómicas, como parte del acuerdo preelectoral entre Podemos y Convocatoria por Madrid. Tras las correspondientes primarias quedó situado en el número 15 de la lista.
En 2015 fue elegido diputado de la X Legislatura de la Asamblea de Madrid en el grupo parlamentario de Podemos. Durante esta Legislatura ha sido el portavoz de Medio Ambiente y Ordenación del Territorio del grupo parlamentario, y vicepresidente de la Comisión de Transportes, Vivienda e Infraestructuras, aunque también ha llevado a la Asamblea iniciativas sobre energía, salud ambiental y, especialmente, el Canal de Isabel II.
En septiembre de 2018 fue elegido cabeza de lista de EQUO para las elecciones autonómicas de 2019 en la Comunidad de Madrid.

## Libros
Publicó en 1990 un libro sobre las aves de Madrid para el Ayuntamiento y es autor o editor de varias otras publicaciones y artículos científicos, como el Atlas de las Aves Nidificantes de Madrid (1994). También fue editor adjunto de la revista La Garcilla, luego llamada "Aves y Naturaleza".